# Mbandaka
Mbandaka, antes conocido como Coquilhatville o Coquilhatstad (nombre de Camille-Aimé Coquilhat), es una ciudad en el río Congo en la República Democrática del Congo, situada cerca de la confluencia de los ríos Congo y Ruki. Es la capital de la provincia de Équateur. La sede de la 4.ª Región Naval de la Armada de la República Democrática del Congo se encuentra, igualmente, en Mbandaka.

## Geografía
Mbandaka se encuentra en el lado este del río Congo, debajo de la desembocadura del río Tshuapa, un afluente del Congo. Está al sur de la Reserva Ngiri en la orilla opuesta del Congo, una gran área de bosque pantanoso, y está en el centro del humedal Tumba-Ngiri-Maindombe Ramsar. Mbandaka es la capital de la provincia de Équateur, y se encuentra a pocos kilómetros del ecuador. En la ciudad se encuentra el aeropuerto de Mbandaka y está conectado por un barco a Kinshasa y Boende. La población de la ciudad es de aproximadamente 729 257 (2004).
Mbandaka está en gran parte poblado por personas del grupo étnico Mongo, aunque personas de diferentes regiones viven en la ciudad. Los principales idiomas que se hablan en Mbandaka son lingala, francés y mongo.
Años de guerra y negligencia han tenido un alto costo en la infraestructura de la ciudad, sin electricidad ni agua corriente en grandes sectores de la ciudad. La mayoría de las calles y avenidas de la ciudad son caminos de tierra.

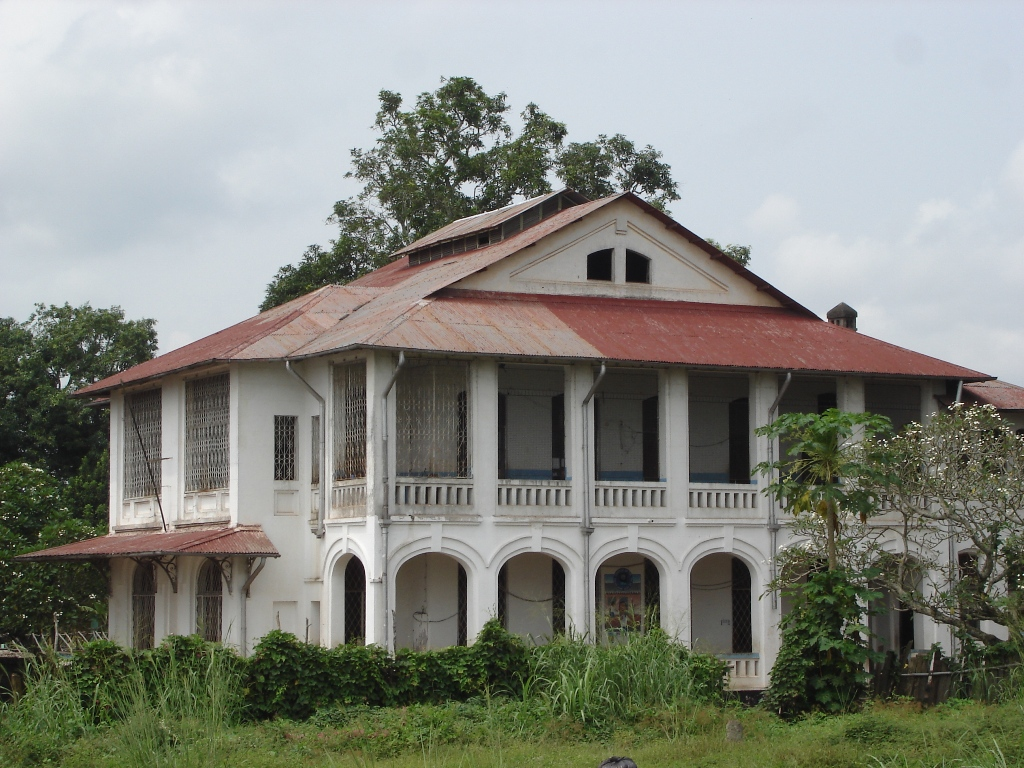
Banco del Congo Belga, Mbandaka

## Historia
Mbandaka fue fundada en 1883 por Henry Morton Stanley con el nombre de "Équateurville". De hecho, el Ayuntamiento se encuentra a unos 4 kilómetros (2.5 millas) al norte de la línea del ecuador, y Mbandaka es de hecho una de las ciudades más importantes en estar tan cerca del ecuador. Stanley colocó una gran "Piedra ecuatorial" cerca de la orilla del río al sur de la ciudad para marcar el punto donde creía que el ecuador cruzaba el río. Todavía permanece allí hoy. Debido a su ubicación simbólica cerca del ecuador y el río Congo, había planes tempranos para ubicar la capital del Estado Libre del Congo en Mbandaka. Aunque se hicieron planes, nunca salieron del tablero de dibujo. Estos planes incluyeron infraestructura para una población estimada de 100 000 personas, una estación de tren, una catedral católica, una residencia del gobernador y un palacio para futuras visitas de Leopoldo II.
En 1886, al comienzo de su dominio colonial, los belgas cambiaron el nombre de la ciudad a "Coquilhatville".
Durante la época colonial, en 1938, comenzaron las obras en un puente sobre el río Congo que conectaba Mbandaka con el Congo francés. El trabajo fue abandonado al estallar la Segunda Guerra Mundial y solo quedan los cimientos de los pilares del puente. En la década de 1930, la administración colonial belga inició otros muchos proyectos, incluidas varias fábricas y un nuevo ayuntamiento. El ayuntamiento se completó solo después de la guerra en 1947 y era en ese momento, con una altura de 39 metros, el edificio más alto del Congo Belga. En la parte superior del ayuntamiento había una estatua de Leopoldo II. El ayuntamiento fue destruido por un incendio en 1963.
En 1966, el nombre de la ciudad fue cambiado, esta vez por el nuevo gobierno independiente, a "Mbandaka" para honrar a un destacado líder local.
Cientos de personas (principalmente refugiados hutus, mujeres y niños) en la ciudad fueron masacradas el 13 de mayo de 1997 cerca del final de la Primera Guerra del Congo. Los soldados congoleños dijeron que la orden provino del coronel Wilson, jefe de una brigada de las tropas de Kabila, y del coronel Richard, jefe de operaciones de la brigada, ambos ruandeses. El general Gastón Muyango, congoleño, ostentaba el título de comandante militar pero no tenía poder real, según se publicó en prensa.
El 16 de mayo de 2018, se produjo un caso de ébola en la ciudad, ya que la enfermedad se propagó allí a partir de un brote en el campo. El 1 de junio de 2020 se informó de un nuevo brote. Tres casos fueron confirmados por la OMS y tres casos eran probables, de los cuales cuatro personas habían fallecido al 2 de junio de 2020.

## Lugares notables

### Misión Católica y centro de investigación de historia de África Central de Bamanya
Un gran centro de investigación para la historia de África Central, creado originalmente por los Padres Gustaaf Hulstaert (1900-1990) y Honoré Vinck, se encuentra en el convento de la Misión Católica de Bamanya (Misioneros del Sagrado Corazón), a 10 kilómetros al este de Mbandaka.

### Jardín Botánico de Eala
Uno de los mejores jardines botánicos que representa a África central se encuentra en la cercana Eala, a unos 7 km al este del centro de la ciudad. El Jardín Botánico de Eala, fundado en 1900, contiene la riqueza floral de África Central con entre 4 000 y 5 000 especies. Cubre aproximadamente 370 hectáreas con colecciones especiales (125 ha), bosque (190 ha), pantano (50 ha) y sabana "Euobe" (7 ha). El jardín está descuidado y no vallado y hay tala ilegal. El último catálogo fue publicado en 1924.

### Primer proyecto de vivienda de Habitat for Humanity International
En Mbandaka se encuentra la sede del primer proyecto mundial de Habitat for Humanity International. El fundador de Habitat for Humanity, Millard Fuller, se desempeñó como misionero en la Iglesia de los Discípulos de Cristo en Mbandaka desde 1973-76. El proyecto de vivienda que Fuller comenzó en Mbandaka en 1973 se convirtió en el proyecto original de Habitat for Humanity cuando Fuller fundó Habitat a su regreso a los Estados Unidos.

## Clima
La ciudad está ubicada en el centro del área Tumba-Ngiri-Maindombe, designada como Humedal de Importancia Internacional por la Convención de Ramsar en 2008. Mbandaka presenta un clima de selva tropical bajo la clasificación climática de Köppen. La ciudad cuenta con meses más húmedos y secos, con el mes más seco, enero con un promedio de alrededor de 80 mm de precipitación por año. Sin embargo, la ciudad no tiene una estación seca, todos los meses promedian más de 60 mm de precipitación en un año. Las temperaturas son relativamente constantes a lo largo del año, con temperaturas promedio que oscilan entre los 23 y los 26 grados centígrados durante el transcurso del año.